# Orkanen Isabel
Orkanen Isabel var en kæmpe kategori 5-orkan. i Atlanterhavet i september 2003, den ramte land på østkysten af USA som en kategori 2 orkan torsdag eftermiddag den 18. september. Centrum af orkanen ramte land lidt syd for Cape Hatteras i North Carolina omkring klokken 13.00 lokal tid.
Isabel var på størrelse med staten Colorado, og den havde en ødelæggende effekt på et temmelig stort område. Totalt blev der rapporteret over 4,3 millioner mennesker uden strøm. Heraf 525.000 i North Carolina, 1.250.000 i Maryland, 78.000 i District of Columbia, 160.000 i New Jersey, 500.000 i Pennsylvania, 50.000 i Delaware, 21.000 i West Virginia. Virginia blev hårdest ramt med mere end 1,6 millioner mennesker uden strøm.
Isabel var den største orkan i det midtatlantiske USA siden orkanen Floyd ramte det samme område i 1999. De mange skader efter Isabel bevirkede den største oversvømmelse i dele af Virginia siden 1972.